# Cannabis nos Estados Unidos

Situação legal do cannabis pelos Estados Unidos:
----
Legal para uso recreacional
Legal para uso médico
Ilegal
D Descriminalizada
----
· Reflete a lei de estados e territórios, incluindo leis que ainda não entraram em vigor. Não reflete as leis federais, tribais ou locais.
· Produtos e derivados do cânhamo são legais desde a promulgação do projeto de Lei Agrícola de 2018.

O uso, a venda e a posse de cannabis acima de 0,3% de THC nos Estados Unidos, apesar das leis em muitos estados permitirem em várias circunstâncias, é ilegal segundo a lei federal. Como uma droga de Classe I sob a Lei de Substâncias Controladas, de 1970, do governo federal americano, cannabis acima de 0,3% THC (termo legal para maconha) é considerado "não aceito para uso médico" e tem alto potencial para abuso e dependência física ou psicológica. O uso de cannabis é ilegal por qualquer motivo, com exceção dos programas de pesquisa aprovados pelo FDA. Contudo, em vários estados legislações aprovadas permitem isenções para vários usos, incluindo para fins médicos, industriais e recreativos.
O uso industrial de cannabis (hemp, ou cânhamo) foi considerado ilegal o cultivo sem uma licença de acordo com a Lei de Substâncias Controladas por causa de sua relação com o uso de maconha como droga e todos os produtos importados devem aderir a uma política de tolerância zero. A Lei Agrícola de 2014 permite que universidades e departamentos de agricultura em nível estadual cultivem cannabis para pesquisar seu potencial industrial. Em dezembro de 2018, o cânhamo foi autorizado a ser cultivado nos Estados Unidos sob a lei federal depois que a Lei de Agricultura de Cânhamo foi incluída numa nova legislação aprovada pelo Congresso em 2018.

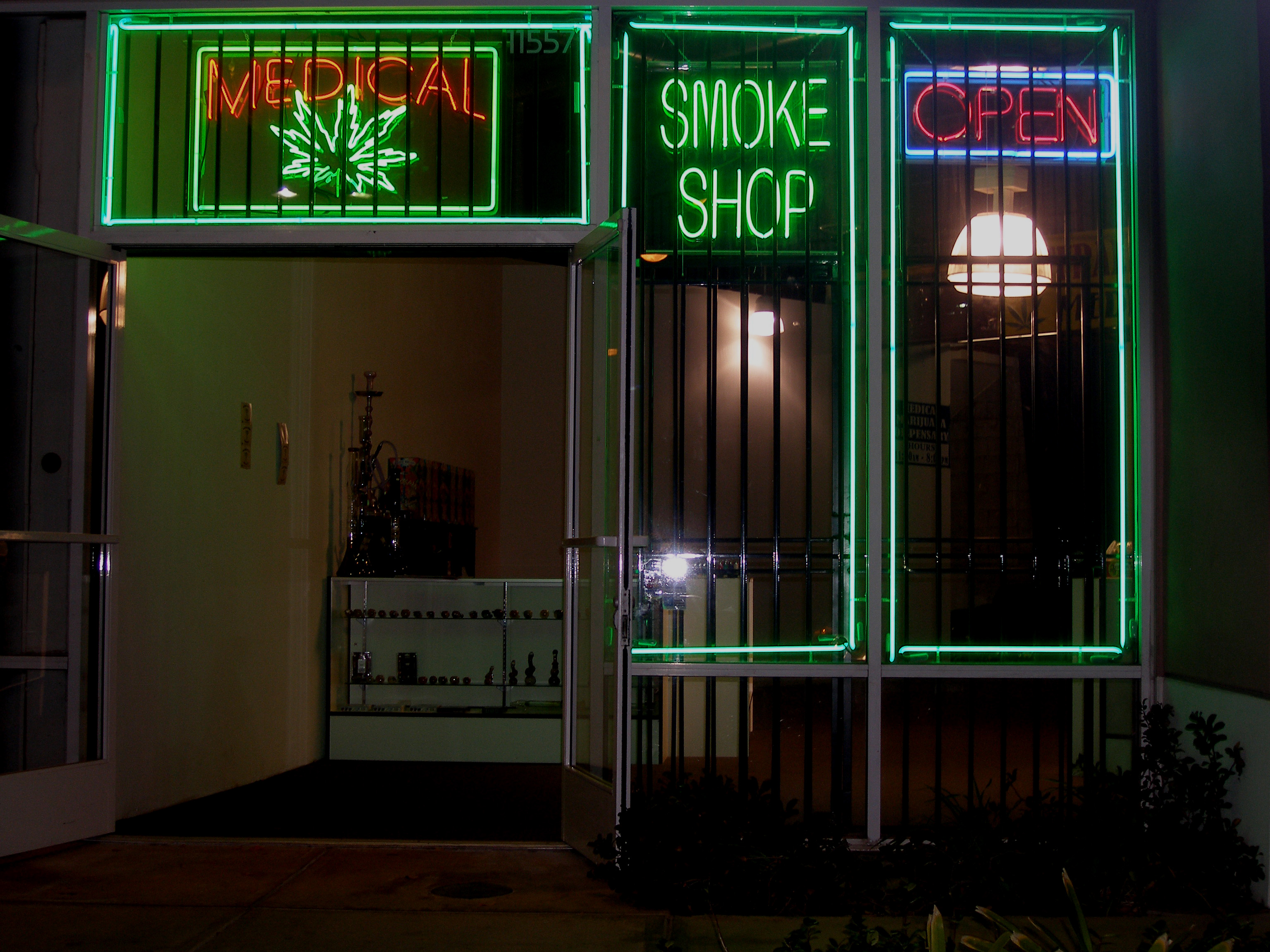
Loja de maconha medicinal em Ventura Boulevard, Los Angeles, Califórnia.

Como uma droga psicoativa, a cannabis continua a encontrar grande aceitação entre os usuários para uso recreativo e médico nos Estados Unidos. Até 2021, dezoito estados, dois territórios incorporados e o Distrito de Colúmbia já legalizaram o uso recreativo de cannabis. Trinta e seis estados, quatro territórios e o Distrito de Colúmbia legalizaram o uso médico da droga. Vários esforços sociais e políticos existiram para remover o estigma e a legislação ao redor do cannabis perante a Lei de Substâncias Controladas, mas todas fracassaram, e a Suprema Corte dos Estados Unidos já julgou, em 2001 e 2005, que o governo federal tem o direito de regulamentar e criminalizar a cannabis, seja ela medicinal ou recreativa. Como resultado, existe dispensários de cannabis licenciados por cada estado; essas empresas vendem produtos de maconha que não foram aprovados pela Food and Drug Administration, nem estão legalmente registrados no governo federal para vender substâncias controladas. Embora a cannabis não tenha sido aprovada, o FDA reconhece os benefícios potenciais e aprovou duas drogas que contêm componentes da maconha.